# Coelho Neto

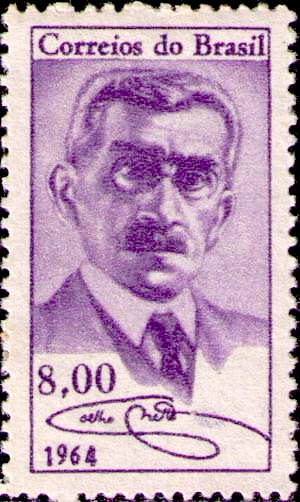

Henrique Maximiano Coelho Neto (21. února 1864 Caxias – 28. listopadu 1934 Rio de Janeiro) byl brazilský spisovatel, dramatik a politik. Od založení roku 1897 až do své smrti v roce 1934 zastával čelné místo v Brazilské literární akademii. Roku 1926 byl také jejím prezidentem.

## Život
Coelho Neto se narodil ve městě Caxias, Maranhão, 21. února 1864. Jeho otec byl Portugalec, matka byla domorodá žena, Ana Silvestre Coelho. V šesti letech se jeho rodiče přestěhovali do Rio de Janeira.
Své vzdělání začal na Colegio Pedro II. Pokusil se o studium medicíny, ale brzy to vzdal. V roce 1883 se zapsal na právnickou fakultu University of São Paulo, bydlel v penzionu, kde bydlel také Raul Pompeia, který v té době navštěvoval akademii v São Paulu. Brzy se zapletl do studentského hnutí proti jednomu z profesorů. V očekávání represálií se přestěhoval na právnickou fakultu v Recife, kde absolvoval první ročník práv, byl žákem právníka a básníka Tobiase Barreta. Po návratu do São Paula se vášnivě věnoval abolicionistické a republikánské kampani, což byl postoj, který vedl k novým třenicím s právnickou fakultou University of São Paulo. V roce 1885 opustil práva a přestěhoval se do Rio de Janeira.
Stal se součástí skupiny bohémů, která zahrnovala postavy jako Olavo Bilac, Luís Murat, Guimarães Passos a Francisco de Paula Ney. Historie této generace se později objevila v jeho románech A Conquista a Fogo Fátuo, věnovaných jeho příteli Franciscu de Paula Ney, který byl skvělý řečník a novinář známý svým bohémským životním stylem a svými slavnými anekdotami. Nastoupil do deníku Gazeta da Tarde, později přešel do listu Cidade do Rio, kde zastával funkci tajemníka. Z tohoto období pocházeli jeho první vydané svazky.
Byl také praktikem afro-brazilského bojového umění capoeira. Při projevu 6. srpna 1888 byl napaden Quinto Bocaiuva nechvalně známým pouličním capoeiristou jménem Benjamim. Neto, který byl přítomen, ho odzbrojil a zneškodnil.
V roce 1890 se oženil s Marií Gabrielou Brandão, dcerou pedagoga Alberta Olympia Brandãa. Měli spolu 14 dětí, jedním z nich byl slavný fotbalista João Coelho Neto (známý jako „Preguinho“).
Neto byl jmenován do funkce tajemníka vlády státu Rio de Janeiro a následujícího roku ředitelem státních záležitostí. V roce 1892 byl jmenován profesorem dějin umění na Escola Nacional de Belas Artes a později profesorem literatury na Colégio Pedro II. Autor mnoha knih, článků a povídek, byl v roce 1910 jmenován profesorem dějin divadla a dramatické literatury na Escola de Arte Dramática a brzy poté ředitelem téže instituce.
V roce 1909 byl zvolen kongresmanem za stát Maranhão a v roce 1917 byl znovu zvolen. Byl také generálním tajemníkem Ligy národní obrany a členem poradního sboru Městského divadla v Rio de Janeiru.
Kromě toho, že vykonával veřejné funkce, v Riu a dalších městech udržoval a zintenzivňoval své aktivity v časopisech a novinách všech velikostí. Používal často pseudonymy, např. Anselmo Ribas, Caliban, Ariel, Amador Santelmo, Blanco Canabarro, Charles Rouget, Democ, N. Puck, Tartarin, Fur-Fur a Manés.
V roce 1923 konvertoval ke spiritualismu a pronesl projev o svém přijetí duchovní doktríny v Salão da Velha Guarda v Rio de Janeiru.
Působil prakticky ve všech literárních žánrech. Napsal to, co mohlo být prvním brazilským seriálem, Os Mistérios do Rio de Janeiro. Dokončena však byla pouze první epizoda.
Byl pravděpodobně nejčtenějším brazilským spisovatelem v prvních desetiletích dvacátého století. Jeho dílo bylo napadeno "modernisty" během Semana de Arte Moderna (Týdne moderního umění) v roce 1922, což pravděpodobně přispělo k jeho pozdějšímu zanedbání ze strany vydavatelů a brazilské veřejnosti.

## Dílo
- A Bico de Penna
- A cidade maravilhosa, contos, (1928)
- A Conquista, romance, (1899)
- A descoberta da Índia, narrativa histórica, (1898)
- Água de Juventa, contos
- Álbum de Caliban, contos, (1897)
- Apólogos, contos para crianças
- Às quintas
- As Sete Dores de Nossa Senhora
- Balladilhas, contos, (1894)
- Banzo, contos, (1913)
- Bazar
- Capital Federal, Impressões de um Sertanejo, romance, (1893)
- Contos da vida e da morte, contos, (1927)
- Esfinge, romance, 1908
- Fabulário
- Feira livre
- fogo de vista (1923)
- Fogo Fátuo (1930)
- Fogo fátuo, romance, (1929)
- Immortalidade, lenda, romance, (1926)
- Inverno em Flor, romance, (1897)
- Jardim das Oliveiras, (1908)
- Mano, Livro da Saudade, romance, (1924)
- Miragem, romance, (1895)
- Mysterios do Natal, contos para crianças
- O Arara, (1905)
- O Fruto, contos, (1895)
- O meu dia
- O Mistério (1920)
- O Morto, Memórias de um Fuzilado, romance, (1898)
- O Paraíso (1898)
- O polvo, romance (1924)
- O Rajá de Pendjab (1898)
- O rei fantasma, romance, (1895)
- os pombos
- Pastoral
- Patinho torto (1917)
- Rapsódias,  contos, (1891)
- Rei Negro (1914)
- Romance Bárbaro (1914)
- Romanceiro (1898)
- Scenas e perfis
- Sertão (1897)
- Teatrinho (1905), coleção de textos dramáticos para crianças, em colaboração com Olavo Bilac
- Teatro infantil, data desconhecida, nova coleção com o mesmo tema
- Theatro lyrico
- Theatro, vol. I – Os Raios X (1897), O Relicário (1899), O Diabo no corpo (1899)
- Theatro, vol. II – As Estações, Ao Luar,  Ironia, A Mulher, Fim de Raça (1900)
- Theatro, vol. IV – Quebranto (1908), comédia em 3 actos, e o sainete Nuvem
- Theatro, vol. V – O dinheiro, Bonança (1909), e o Intruso
- Tormenta, romance, (1901)
- Tréva
- Turbilhão (1904)
- Vida Mundana, contos, (1919)

### V češtině
- Holubi – přeložil Vratislav Rus; in: 1000 nejkrásnějších novel... č. 23. Praha: J. R. Vilímek, 1912